# آلبرتو گارسیا آسپه
آلبرتو گارسیا آسپه (انگلیسی: Alberto García Aspe؛ زادهٔ ۱۱ مهٔ ۱۹۶۷) یک بازیکن فوتبال بازنشسته اهل مکزیک است. او با ۱۰۹ بازی ملی یکی از رکورد داران بازی‌های در مکزیک است.
از باشگاه‌هایی که در آن بازی کرده‌است می‌توان به ریورپلاته اشاره کرد.
وی همچنین در تیم ملی فوتبال مکزیک بازی کرده‌است و در سه جام جهانی ۱۹۹۴، ۱۹۹۸ و ۲۰۰۲ برای این تیم به میدان رفته است.